# Mercedes-Benz W 159
Der Mercedes-Benz W 159 war ein Personenwagenprototyp. Er sollte den Typ 320 (W 142) ablösen, ging kriegsbedingt jedoch nicht in Produktion. Für den W 159 wurde ein neuer Sechszylindermotor (M 159) entwickelt, der später im L 301 Verwendung fand. Erst 1951 wurde mit dem W 186 wieder ein großes Mercedes-Benz-Modell angeboten.

## Technische Daten
|                               | 260                                                                       | 260 lang                                                                  |
| ----------------------------- | ------------------------------------------------------------------------- | ------------------------------------------------------------------------- |
| Konstruktionsbezeichnung      | W 159                                                                     | W 159                                                                     |
| Bauzeit                       | 1940                                                                      | 1940                                                                      |
| Motor                         |                                                                           |                                                                           |
| Arbeitsverfahren              | Viertakt-Otto                                                             | Viertakt-Otto                                                             |
| Anordnung im Fahrzeug         | vorn, längs; stehend                                                      | vorn, längs; stehend                                                      |
| Motor-Typ bzw. Baumuster      | M 159                                                                     | M 159                                                                     |
| Zylinderzahl / -anordnung     | 6 / Reihe                                                                 | 6 / Reihe                                                                 |
| Bohrung × Hub                 | 80 × 86 mm                                                                | 80 × 86 mm                                                                |
| Hubraum                       | 2594 cm³                                                                  | 2594 cm³                                                                  |
| Verdichtung                   | 6,3 : 1                                                                   | 6,3 : 1                                                                   |
| Leistung / bei                | 68 PS (50 kW) bei 4000/min                                                | 68 PS (50 kW) bei 4000/min                                                |
| Ventile                       | 1 Einlass, 1 Auslass; hängend                                             | 1 Einlass, 1 Auslass; hängend                                             |
| Ventilsteuerung               | 1 seitliche Nockenwelle                                                   | 1 seitliche Nockenwelle                                                   |
| Nockenwellenantrieb           | über Stirnräder                                                           | über Stirnräder                                                           |
| Gemischbildung                | 1 Doppel-Fallstromvergaser Solex 32 JFF                                   | 1 Doppel-Fallstromvergaser Solex 32 JFF                                   |
| Kraftstofftank                | im Heck, 90 l                                                             | im Heck, 90 l                                                             |
| Fahrwerk und Kraftübertragung |                                                                           |                                                                           |
| Rahmen                        | X-förmiger Ovalrohrrahmen                                                 | X-förmiger Ovalrohrrahmen                                                 |
| Radaufhängung vorn            | oben je 1 Querlenker, unten 1 Querblattfeder                              | oben je 1 Querlenker, unten 1 Querblattfeder                              |
| Radaufhängung hinten          | Pendelachse                                                               | Pendelachse                                                               |
| Federung; vorne               | Querblattfeder, innenliegende Schraubenfedern                             | Querblattfeder, innenliegende Schraubenfedern                             |
| Federung; hinten              | Doppelschraubenfedern mit innenliegenden Zusatzschraubenfedern            | Doppelschraubenfedern mit innenliegenden Zusatzschraubenfedern            |
| Lenkung                       | Schneckenlenkung mit Lenkfinger von ZF, Lizenz Ross                       | Schneckenlenkung mit Lenkfinger von ZF, Lizenz Ross                       |
| Bremsanlage (Fußbremse)       | hydraulisch betätigte Trommelbremsen, auf Vorder- und Hinterräder wirkend | hydraulisch betätigte Trommelbremsen, auf Vorder- und Hinterräder wirkend |
| Feststellbremse (Handbremse)  | mechanisch, auf Hinterräder wirkend                                       | mechanisch, auf Hinterräder wirkend                                       |
| Räder                         | Scheibenräder                                                             | Scheibenräder                                                             |
| Reifen                        | 6,00–20                                                                   | 6,00–20                                                                   |
| Angetriebene Räder            | Hinterräder                                                               | Hinterräder                                                               |
| Kraftübertragung              | Kardanwelle                                                               | Kardanwelle                                                               |
| Getriebe und Fahrleistungen   |                                                                           |                                                                           |
| Getriebe                      | 5-Gang-Schaltgetriebe                                                     | 5-Gang-Schaltgetriebe                                                     |
| Schaltung                     | Schalthebel Wagenmitte                                                    | Schalthebel Wagenmitte                                                    |
| Kupplung                      | Einscheiben-Trockenkupplung                                               | Einscheiben-Trockenkupplung                                               |
| Getriebeart                   | Zahnrad-Wechselgetriebe                                                   | Zahnrad-Wechselgetriebe                                                   |
| Getriebe-Übersetzung          | I. 3,50; II. 2,15; III. 1,49; IV. 1,0; V. 0,72; R. 6,8                    | I. 3,50; II. 2,15; III. 1,49; IV. 1,0; V. 0,72; R. 6,8                    |
| Achsantriebsübersetzung       | 4,625                                                                     | 4,625                                                                     |
| Höchstgeschwindigkeit         | 134 km/h                                                                  | 134 km/h                                                                  |
| Kraftstoffverbrauch           | 15 l/100 km                                                               | 15 l/100 km                                                               |
| Abmessungen und Gewichte      |                                                                           |                                                                           |
| Radstand                      | 3050 mm                                                                   | 3450 mm                                                                   |
| Spur vorn / hinten            | 1418 / 1418 mm                                                            | 1450 / 1450 mm                                                            |
| Länge                         | 4800 mm                                                                   | 5200 mm                                                                   |
| Breite                        | 1710 mm                                                                   | 1744 mm                                                                   |
| Höhe                          | 1600 mm                                                                   | 1630 mm                                                                   |
| Leergewicht (Wagengewicht)    | 1610 kg                                                                   | k. A.                                                                     |
| Zul. Gesamtgewicht            | 2140 kg                                                                   | k. A.                                                                     |
| Allgemeine Daten              |                                                                           |                                                                           |
| Preise                        | unverkäuflich                                                             | unverkäuflich                                                             |

 Abgerufen am 12. Februar 2021.